# Cacoplox griseatus
Cacoplox griseatus är en tvåvingeart som beskrevs av Hull 1970. Cacoplox griseatus ingår i släktet Cacoplox och familjen svävflugor. Inga underarter finns listade i Catalogue of Life.